# Таблоид (фильм)
«Таблоид» (англ. Tabloid) — документальный фильм режиссёра Эррола Морриса, вышедший на экраны в 2010 году. Лента номинировалась на премию «Спутник» за лучший документальный фильм.

## Сюжет
Фильм рассказывает о жизни бывшей королевы красоты Джойс Маккинни, которую в 1977 году обвинили в похищении и изнасиловании мормонского миссионера Кирка Андерсона. Этот случай получил известность под названием дела о закованном мормоне. Джойс оказалась настоящей звездой жёлтой прессы. В погоне за деталями её личной жизни столкнулись британские таблоиды Daily Mirror и Daily Express, один из которых преподносил Джойс наивной влюблённой девушкой, а второй — чуть ли не проституткой.
Для создания ленты Эррол Моррис записал интервью с самой Джойс Маккинни, а также с несколькими журналистами, принимавшими участие в освещении событий.